# Louvigné-du-Désert
Louvigné-du-Désert település Franciaországban, Ille-et-Vilaine megyében. Lakosainak száma 3352 fő (2022. január 1.). Louvigné-du-Désert La Bazouge-du-Désert, Landéan, Mellé, Monthault, Parigné, Villamée, Landivy, Les Loges-Marchis és Saint-Brice-de-Landelles községekkel határos.

## Népesség
A település népességének változása:
| Lakosok száma | 3983 | 4445 | 4260 | 3834 | 3435 | 3417 | 3374 | 3340 | 3335 | 3352 |
|               | 1968 | 1982 | 1990 | 2006 | 2013 | 2015 | 2017 | 2019 | 2020 | 2022 |